# Федоров Михайло Альбертович
Федоров Михайло Альбертович (нар. 21 січня 1991, Василівка, Запорізька область) — український підприємець та державний діяч. З 29 серпня 2019 року — віцепрем'єр-міністр з інновацій, розвитку освіти, науки та технологій, міністр цифрової трансформації України в урядах Олексія Гончарука, Дениса Шмигаля та Юлії Свириденко. Ініціатор електронного сервісу державних послуг «Дія», наймолодший міністр в українській політиці.
У минулому Народний депутат України IX скликання. Позаштатний радник президента з цифрового напрямку. Керівник digital-напрямку передвиборчої кампанії кандидата в президенти України Володимира Зеленського 2019 року.
Член РНБО з 19 березня 2021 року. Член Ставки Верховного Головнокомандувача України з 22 листопада 2023 року.

## Освіта
У 2009—2014 роках навчався в Запорізькому національному університеті на факультеті соціології та управління.
Закінчив «Вищу політичну школу» та «Освітню школу представників НАТО в Україні».
Отримував стипендію від ОБСЄ у рамках процесів моніторингу за екологією Запоріжжя. 2012 року обраний «студентським мером» міста Запоріжжя.
Закінчив програму зі Стратегії цифрової трансформації в Єльській школі менеджменту.

## Початок політичної кар'єри
2015—2019 роки — засновник та директор компанії SMMSTUDIO, що займалася налаштуваннями рекламних кампаній у соцмережах.
2014 рік — на виборах до Верховної Ради кандидат в народні депутати від партії «5.10», № 166 у списку.
2018 рік — операційний директор проєкту «Суперлюди».
2019 рік — керівник digital-напряму передвиборчої кампанії кандидата в президенти Володимира Зеленського.
З 21 травня 2019 року — позаштатний радник президента з digital-напрямку.
2019 рік — на виборах до Верховної Ради — кандидат у народні депутати від партії «Слуга народу», № 6 у виборчому списку. Народний депутат України IX скликання. Голова Запорізької обласної організації партії «Слуга народу».

## Міністр цифрової трансформації
З 29 серпня 2019 року — Віцепрем'єр-міністр України, Міністр цифрової трансформації в уряді Олексія Гончарука.
З 4 березня 2020 року — Віцепрем'єр-міністр, Міністр цифрової трансформації в уряді Дениса Шмигаля. 21 березня 2023 — віцепрем'єр-міністр із інновацій, розвитку освіти, науки та технологій України, Міністр цифрової трансформації в уряді Дениса Шмигаля. Декларував за мету побудову цифрової держави та переведення до 2024 року найпопулярніших державних послуг в онлайн.
У березні 2020 року Кабінет Міністрів України запровадив посаду керівника цифрової трансформації (Chief Digital Transformation Officer, CDTO) у всіх державних органах влади. На рівні державних органів — це профільний заступник. Такі позиції з'явилися в кожному міністерстві, з'являються в обласних адміністраціях, держкомпаніях, агентствах та інших центральних органах виконавчої влади.
Разом із командою запустив низку сервісів та проєктів, які сприяють оцифруванню.
Ініціатор щорічного форуму Diia Summit. Організатор Facebook Business Conf.
За даними Федорова, завдяки проєктам Мінцифри, вдалося ліквідувати кілька корупційних схем у будівельній та податковій сферах.

### Сервіси та проєкти
Разом із командою, Федоров запустив проєкти:
- Дія — портал та застосунок, що дозволяє користувачам отримувати державні послуги онлайн[31].
- Дія.City — спеціальний правовий та податковий простір ІТ-компаній[32].
- Дія. Освіта — національна едьютейнмент освітня платформа актуальних знань та навичок.
- uResidency — статус для іноземців, який дає змогу вести бізнес в Україні онлайн без фізичної присутності в країні[33].
- COVID-сертифікати у смартфоні[34].
- Дія. Цифрова освіта — онлайн-платформа з безплатними курсами цифрової грамотності[35].
- Дія. Бізнес — платформа для підтримки бізнесу[36].
- Дія. Центр — мережа місць, де українці можуть отримати адміністративні послуги, консультації щодо онлайн-послуг, ведення бізнесу тощо[37].
- єМалятко — сервіс для батьків новонароджених[38].
- єДопомога — програма фінансової допомоги бізнесу[39].
- «Інтернет-субвенція» — проєкт, завдяки якому українці отримують підключення до оптичного інтернету[40].
- Ноутбук кожному вчителю — ініціатива, завдяки якій українські вчителі отримують сучасні ноутбуки[39].
- Дія. Підпис — найзахищеніший електронний підпис у смартфоні, яким можна підписати документи чи отримати держпослуги просто кліпнувши очима[41].

### Під часповномасштабного вторгнення
- Отримання статусу безробітного та оформлення допомоги з безробіття[42]; повідомлення про пошкоджене чи знищене майно[43]; отримання виплат на ремонт житла чи купівлю домівки в межах програми єВідновлення, отримання тимчасового документу на період воєнного стану — єДокумент тощо[44].
- Розширено сервіс єПідтримка: українці в районах бойових дій змогли отримати 6500 грн підтримки від держави, 4,7 млн людей отримали 30,8 млрд грн[45].
- United24 — платформа для збору пожертв на підтримку України[46]. Кошти розподіляються за напрямами: Оборона; Гуманітарне розмінування; Медична допомога; Відбудова України, Освіта та наука. До 1 січня 2024 року через платформу задонатили $574 млн[47].
- «Армія дронів» — спільний проєкт Генштабу ЗСУ, Міноборони, Держспецзв'язку, Міністерства цифрової трансформації та UNITED24. Проєкт стартував 1 липня 2022 року, що ставив на меті розвиток українського виробництва БпЛА. Усунули зайву бюрократію, спростили допуск для експлуатації. Армія дронів дала старт розвитку не тільки ринку БпЛА, а й усього defense-tech напряму в Україні[48].
- В Україні почав роботу платіжний сервіс PayPal[49]. У лютому Федоров звернувся до директора PayPal Дена Шульмана з проханням піти з російського ринку. Компанія зробила це і запровадила тимчасове скасування комісій для українських користувачів[50].
- Brave1 — спільна ініціатива Мінцифри, Міноборони, Генштабу ЗСУ, РНБО, Мінекономіки та Мінстратегпрому для розвитку defense-tech розробок: від тестування та пошуку інвесторів до кодифікації за стандартами НАТО.
- UNITED24 Media — англомовне цифрове медіа, що мало розповідати світові про війну, ознайомлювати з культурою, історією, бізнесом, технологіями в Україні.
- IT Generation — безкоштовний проєкт із освіти ІТ-спеціальностей.
- Реформа Держстату. У 2021 році Федоров увійшов до групи з перепису населення й став координатором розвитку Державної служби статистики.

### Співпраця з Ілоном Маском
Через кілька днів після повномасштабного вторгнення РФ Федоров звернувся до Ілона Маска з проханням надати Україні доступ до Starlink, протягом кількох років в Україні працювало 47 тис. терміналів. Команда SpaceX оновила ПЗ для зменшення енергоспоживання, таким чином, термінал можна було живити від автомобільного прикурювача. SpaceX відкрила представництво в Україні, 9 червня 2022 року компанія «Старлінк Україна» отримала реєстрацію як оператор зв'язку.

### Кібервійна
17 лютого 2022 року в Україні ухвалили Закон «Про хмарні послуги», що дав змогу переносити реєстри за кордон. До хмарних сховищ перенесли понад 100 державних реєстрів й інших систем.
- ІТ-армія — волонтери з усього світу об'єдналися для боротьби з ворогом, і показують, що єдиним можливим майбутнім для Росії буде: максимально повільне і без будь-яких сучасних цифрових інструментів. З початку повномасштабного вторгнення ІТ-армія атакувала понад 8000 онлайн-ресурсів і ця кількість зростає щодня. Серед них RuTube, Пошта Росії, Сбербанк, Держзакупівлі тощо[54].
- єВорог — чатбот у платформі Telegram, де можна повідомляти про пересування окупантів, їхні військові злочини та колаборантів, інформацію про вибухонебезпечні та підозрілі предмети, міни. За даними міністерства, завдяки інформації з єВорог, ЗСУ провели низку успішних операцій[55].

### Трансформація освіти
З березня 2023 року до повноважень Федорова додалися розвиток інновацій, освіти, науки та технологій. Спільно з Міністерством освіти і науки та профільним міністром Оксеном Лісовим розробили стратегію трансформації освіти, яка стосується кожної ланки — від дитячого садочка до університету. У процесі сформували 5 напрямів для трансформації: Освітній менеджмент; Педагог; Зміст та сенси освіти; Система та мережа; Освітній простір.

## Нагороди та відзнаки

### У рамках передвиборчої кампанії Зеленського
Федоров відповідав за диджитал-напрям у кампанії Зеленського, із командою 2020 року отримав 7 нагород від Європейської асоціації політичних консультантів (EAPC) Polaris Awards:
- «Кампанія у соціальних медіа» (Social Media Campaign);
- «Найкраще вебвідео» (Best Web Video);
- «Найкраще використання негативного або контрастного» (Best Use of Negative or Contrast);
- «Креативне використання даних / метрик / аналітики» (Creative Use of Data / Metrics / Analytics);
- «Найкращий вебсайт» (Best Website);
- «Диджитал-кампанії» (Digital Campaigns);
- «Найкраще використання гумору» (Best Use of Humor).

### Особисто
- Увійшов до рейтингу європейських цифрових лідерів POLITICO Tech 28 та посів перше місце в категорії Rulebreakers[58].
- Федорова відзначили на Європейському форумі з кібербезпеки CYBERSEC нагородами за героїчний опір російській агресії та за захист цифрових кордонів демократичного світу[59].
- Федоров увійшов до списку «Forbes 30 до 30» як молодий візіонер[60]. Номінант Kyiv Post «30 under 30» 2019[61].
- У 2022 році ввійшов до списку TIME100 Next від видання Time категорії «Інноватори»[62].
- У 2023 році став одним із 15 лідерів у категорії «Державне управління» рейтингу «Список лідерів України УП-100»[63]
- Отримав премію «Цифровий новатор» 2022 року за версією Future of Government Awards.[64]

## Розслідування
Став фігурантом журналістської програми «Наші гроші з Денисом Бігусом». Згідно з матеріалами журналістів, Федоров отримував гроші для підтримки інтернет-ресурсів команди від Сергія Шефіра не через офіційні рахунки виборчого фонду Зеленського, а готівкою в офісі ЗеКоманди. При цьому бюджет на інтернет-рекламу тільки в другому турі склав майже 300 тисяч доларів. Пізніше в інтерв'ю Федоров заперечив цю інформацію, зазначивши, що отримував гроші офіційно на боротьбу з ботами.

## Нагороди
- Орден «За заслуги» III ст. (23 серпня 2022 року)[67].

## Цікаві факти
- Має перший розряд із шахів[68].
- 2012 року був обраний «студентським мером» Запоріжжя[69].
- За словами Федорова, свої перші гроші почав заробляти ще до вступу в університет, у полях, працюючи на місцевих фермерів. Як і вся молодь з його оточення, Михайло виконував важку фізичну роботу — з 4 ранку і до пізньої ночі збирали врожай помідорів або кавунів[70].
- Під час студентства започаткував найбільший у місті молодіжний громадський рух «Актив-Z». Разом зі фондом USAID реалізував проєкт «Посилення IT-потенціалу Запоріжжя»[71].

## Родина
- Дружина — Анастасія Федорова.
- Донька — Марія Федорова.